# Anthony D. Smith
Anthony D. Smith (Londra, 23 settembre 1939 – Londra, 19 luglio 2016) è stato un antropologo e sociologo britannico.
Già professore emerito della cattedra di Nazionalismo ed Etnia alla London School of Economics, è considerato uno dei fondatori della branca interdisciplinare di studi sul nazionalismo.

## Pensiero
Anthony D. Smith si è occupato soprattutto del nazionalismo e della distinzione fra le tipologie "civiche" ed "etniche" cui possono classificarsi le nazioni. Se da un lato egli sostiene, come altri autori, che il nazionalismo sia un fenomeno moderno, dall'altro insiste anche sul fatto che le nazioni hanno comunque origini pre-moderne. 
Ha dato vita ad una scuola di pensiero chiamata "etnosimbolismo", sintesi dei punti di vista modernista e tradizionale riguardo al nazionalismo.